# Lökbatan (wulkan błotny)
Lökbatan – wulkan błotny we wschodnim Azerbejdżanie, na Półwyspie Apszerońskim, w pobliżu miejscowości Lökbatan.

## Opis
Azerbejdżan ma najwięcej na świecie wulkanów błotnych. Z 800 odnotowanych na świecie, aż 350 znajduje się na terenie tego kraju. Na Półwyspie Apszerońskim jest 13 wulkanów. Przez 181 lat, czyli w latach 1824–2005 miało tam miejsce 86 zarejestrowanych erupcji. Prawie połowa z nich to wybuchy wulkanów Lökbatan i Keyrəki.
Wulkan Lökbatan został zarejestrowany w 1810 roku. Jest jednym z najaktywniejszych wulkanów w Azerbejdżanie. Erupcje miały miejsce: 6 stycznia 1829, 20 maja 1864, 18 stycznia 1887, w 1890, 1900, 1904, 1915, 1918, 1923, 14 sierpnia 1926, 5 marca 1933, 23 lutego 1935, 18 stycznia 1938, 1 marca 1941, 30 lipca 1954, 17 grudnia 1959, 26 kwietnia 1964, 1 października 1972, 6 października 1977, 31 marca 1980, 1990, 24 października 2001, 20 września 2012. Niemal wszystkim „erupcjom wulkanu towarzyszyły wyrzuty ziemi z dużymi ilościami wulkanicznej brekcji, spalanie gazów, słup ognia, czasem sięgający do 300–400 m, odpływ błota wzdłuż stoków, które tworzy «języki» dłuższe niż 200–250 m”. Ostatnia erupcja wulkanu miała miejsce 2 maja 2017 roku.
Położony jest 130 m n.p.m., obecne są złoża z górnego i środkowego pliocenu m.in. z piętra apszerońskiego.
Nazwę wulkanu można przetłumaczyć jako „miejsce, w którym utknął wielbłąd”. Prawdopodobnie ma to związek z dwoma stożkami, które wyglądają jak garby wielbłąda.

## Ochrona
Wulkan został ogłoszony pomnikiem przyrody na podstawie dekretu z 16 marca 1982 roku. 15 sierpnia 2007 roku prezydent Azerbejdżanu wydał rozporządzenie, na podstawie którego utworzono Państwowy Rezerwat Przyrody Wulkanów Błotnych w Baku i na terenie Półwyspu Apszerońskiego (Bakı və Abşeron yarımadasının palçıq vulkanları qrupu Dövlət Təbiət qoruğu). Celem była ochrona terenów, na których są zlokalizowane wulkany błotne. Wulkan Lökbatan nie znalazł się jednak na liście 43 wulkanów podlegających ochronie. 30 września 1998 roku UNESCO wpisało wulkan na Listę wstępną Dziedzictwa Materialnego i Kulturowego Wymagającego Pilnej Ochrony.

## Turystyka
Dekret prezydenta Azerbejdżanu z dnia 20 lipca 2011 roku zobowiązywał Ministerstwo Kultury i Turystyki, Ministerstwo Ekologii i Zasobów Naturalnych oraz Narodową Akademię Nauk Azerbejdżanu do utworzenia trasy turystycznej Wulkany błotne. W 2015 roku został wydany ilustrowany atlas wulkanów błotnych (w języku azerskim, angielskim i rosyjskim).